# Tommie Gorman
Tommie Gorman (3 de abril de 1956 – 25 de junio de 2024) fue un periodista irlandés. Trabajó para RTÉ News desde 1980 hasta 2021. Fue el exeditor de Northern Ireland para RTÉ.
Era conocido por sus entrevistas personales con figuras como Seán Quinn, Gerry Adams y Roy Keane, este último tras el incidente de saipán de 2002. Se retiró en abril de 2021.

## Carrera
Comenzó su trabajo periodístico en el periódico Western People en County Mayo, donde trabajó para el periodista John Healy. Se unió a RTÉ en 1980 y se convirtió en corresponsal del noroeste. En 1989, se trasladó a Brussels para convertirse en editor de Europa, y fue nombrado editor de Irlanda del Norte en 2001.
En 1989, Tommie apareció en un informe sobre corresponsales regionales de RTÉ presentado por Eithne Hand.
Gorman también realizó varios documentales. Muchos de ellos eran sobre un tema de Northern Ireland. Tras el asesinato de Michaela McAreavey, Gorman fue a Mauritius para cubrir el juicio para RTÉ News. A principios de 2021, se anunció que Gorman se retiraría en abril de 2021.

### Entrevistas
Gorman fue conocido por la entrevista de 2002 con el futbolista de la Selección de fútbol de Irlanda Roy Keane después de que renunciara en la preparación para la Copa Mundial de Fútbol de 2002, durante la cual Gorman le rogó a Keane que regresara. La entrevista se transmitió en media hora de televisión el 27 de mayo de 2002. Fue el programa de televisión más visto de mayo de 2002, superando incluso la cobertura de la elecciones generales de Irlanda de 2002 del país que se había celebrado diez días antes. Los detalles de la entrevista se difundieron posteriormente fuera de Irlanda. Posteriormente, Gorman dijo que Keane estaba "profundamente emocionado".
En enero de 2009, Gorman realizó una entrevista con Seán Quinn. La entrevista fue una rara aparición en los medios de Quinn. Cuando el Quinn Group publicó la entrevista en YouTube, Publicity-shy tycoon jumps on YouTube bandwagon el video atrajo 28 vistas, incluidas dos realizadas con fines de investigación por el Irish Independent.
En diciembre de 2009, Gorman realizó una entrevista de 29 minutos con Gerry Adams, el presidente de Sinn Féin. La entrevista contenía referencias a la vida personal y antecedentes familiares de Adams, incluidas las acusaciones de maltrato infantil que rodeaban a miembros de la familia.

## Fallecimiento
El 25 de junio de 2024, Gorman murió a la edad de 68 años.

## Premios y honores
Gorman fue galardonado con el European of the Year en 2001 por su trabajo en informes de radio y televisión sobre las instituciones de la UE. El premio le fue entregado en Dublín por la presidenta de Irlanda Mary McAleese.
Gorman recibió un título honorario de máster de NUI Galway en octubre de 2009.

## Salario
En 2005, Gorman fue el noveno en la lista de los mejor pagados de RTÉ, con un salario de € 200,367. Ofreció un congelamiento salarial en febrero de 2009.